# Heinrich Hueter
Heinrich Hueter (* 28. Jänner 1844 in Wilten; † 23. September 1925 in Ebnit) war ein österreichischer Politiker, Alpinist und Beamter. Hueter war von 1905 bis 1907 Abgeordneter zum Abgeordnetenhaus des österreichischen Reichsrats.

## Leben und Wirken
Heinrich Hueter wurde am 28. Jänner 1844 in Wilten in Tirol, einem heutigen Ortsteil von Innsbruck, geboren. Sein Vater war Quirin Huter, ein Beamter beim k.k. Landgericht, seine Mutter Elisabeth Huter (geb. Kapeller). Er trat schon in jungen Jahren in die k.u.k. Gemeinsame Armee ein und besuchte die Infanterie-Schul-Compagnie in Bruck an der Leitha und anschließend die Militär-Kadettenschule in Marburg an der Drau. 1866 nahm Hueter als Soldat am Italien-Feldzug teil und wurde zum Leutnant befördert, 1873 zum Oberleutnant der Reserve. Im Jahr 1876 trat Hueter aus der Armee aus und wurde am Postamt Bregenz als Postbeamter tätig. In dieser Funktion wurde er schließlich noch zum Hofrat ernannt.
Hueter war seit 1877 Mitglied im Deutschen und Österreichischen Alpenverein, wurde 1880 Obmannstellvertreter und von 1884 bis 1921 Obmann der Sektion Vorarlberg des Alpenvereins. Als solcher wurden unter seiner Anleitung zahlreiche Wanderwege und Schutzhütten in Vorarlberg errichtet, wobei er sich besonders um den Fremdenverkehr verdient machte. Im Rätikon wurde schließlich die Heinrich-Hueter-Hütte nach ihm benannt. Er war darüber hinaus Mitglied des Deutschen Fortschrittsvereins, des Vereins für gemeinnützige Zwecke, des Deutschen Volksvereins für Vorarlberg, sowie des Landesverbands für Fremdenverkehr in Vorarlberg, dessen erster Obmann er auch wurde.
Politisch war Heinrich Hueter in der Deutschen Volkspartei tätig, für die er von 1902 bis 1906 erstmals Stadtrat in Bregenz wurde. Im Jahr 1905 wählte ihn die Kurie der Vorarlberger Städte sowie der Vorarlberger Handels- und Gewerbekammer zum Nachfolger des verstorbenen Reichsratsabgeordneten Johann Drexel. Hueter wurde am 18. Dezember 1905 erstmals als Abgeordneter zum Abgeordnetenhaus des Reichsrats angelobt und blieb bis zum Ende der Gesetzgebungsperiode am 30. Jänner 1907 dessen Mitglied. Er wurde im Jahr 1906 zum Mitglied des Preßausschusses, des Versicherungsausschusses und des Wahlreformausschusses gewählt, wobei er aus letzterem mit 25. Oktober 1906 wieder austrat. Die folgende Wahlrechtsreform, die im Herbst 1906 beschlossen wurde und das allgemeine, gleiche, geheime und direkte Männerwahlrecht für Österreich brachte, kostete Hueter in der Folge auch das Mandat im Reichsrat. Obwohl er bei der Reichsratswahl 1907 im Wahlbezirk Vorarlberg 1 kandidierte, konnte er sich dort nicht gegen den Kandidaten der Christlichsozialen Partei, Karl Drexel, durchsetzen.
Am 23. September 1925 kam Heinrich Hueter im Zuge einer Besteigung des Hohen Freschens im Gebiet der damals eigenständigen Gemeinde Ebnit (heute ein Ortsteil der Stadt Dornbirn) durch einen Schlaganfall im alpinen Gelände ums Leben.